# Shunta Nagai
Shunta Nagai (jap. 永井 俊太, Nagai Shunta; * 12. Juli 1982 in der Präfektur Tokio) ist ein ehemaliger japanischer Fußballspieler.

## Laufbahn
Nagai spielte Fußball in der Mannschaft in der Soga-Mittelschule in Chiba. Danach wechselte er die Schule in die Nachbargemeinde Funabashi auf die Oberschule Funabashi die bereits mehrere Profifußballer hervorbrachte. Nach seinem Schulabschluss wurde er 2001 von Kashiwa Reysol unter Vertrag genommen, sowie 2004/5 an Mito Hollyhock und 2009 an den Ehime FC ausgeliehen, wo er auch seine Spielerkarriere beendete.
Mit der japanischen Nationalmannschaft qualifizierte er sich für die Junioren-Fußballweltmeisterschaft 2001.